# 李自健美术馆
李自健美术馆（英語：Li Zijian Art Museum）位于中国湖南省长沙市岳麓区洋湖湿地公园片区的湘江之滨，由旅美画家李自健、丹慧夫妇独立投资建立的现代化公益美术馆。

## 历史

星云大师题字

2014年5月，临济宗高僧星云大师奠基。同年12月，李自健美术馆破土动工，2016年10月1日，李自健美术馆落成开馆，免费对公众开放。2017年7月16日，李自健美术馆被英国世界纪录认证机构（WRCA）认证为“全球最大的艺术家个人美术馆”。

## 展区
李自健美术馆分为多个区域，主要是A展区、B展区、C展区（临时展区）、心灵空间、静心岛、水上音乐厅、水上艺餐厅等。
- A展区：一楼是临时展区（C1-C4展厅）。二楼、三楼为李自健油画常设展厅（A1-A4厅）。
- B展区：一楼是水上艺餐厅和快乐餐厅（自助餐厅）。二楼是陈西川老师素描展厅、国际艺术书店、咖啡厅。三楼是星云大师一笔字书法展厅、星云大师书屋。心灵空间及水上音乐厅为多功能厅。

## 开放时间

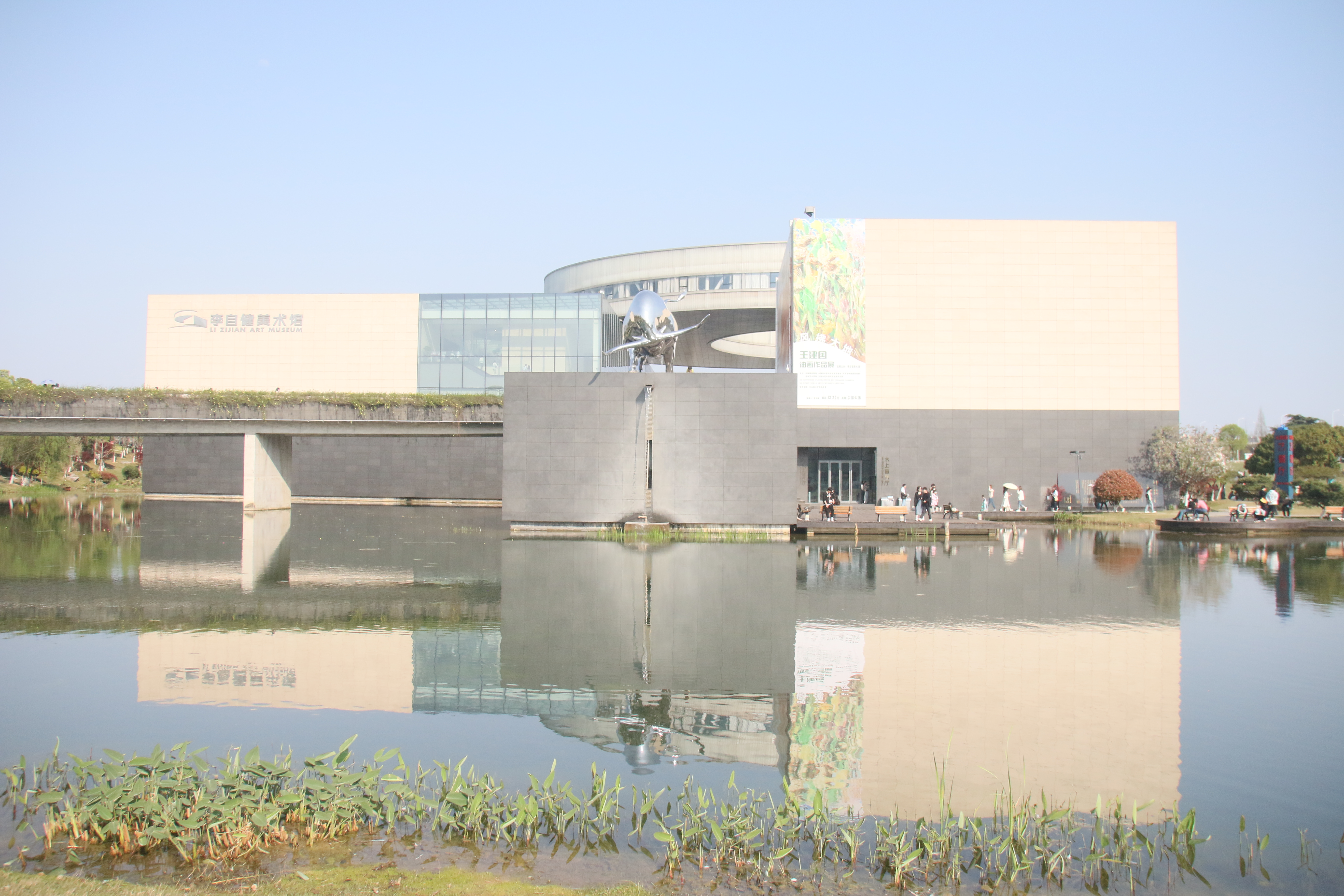
2023年的李自健美术馆

每周星期一闭馆。参观时间是10点到下午5点半。